# 伊维察·奥西姆
伊万·“伊维察”·奥西姆（1941年5月6日—2022年5月1日），波黑足球教练，前日本国家足球队主教练，現波黑足總顧問。
奥西姆1959年在萨拉热窝泽列兹尼察足球俱乐部开始足球生涯，1970年转会至法国斯特拉斯堡足球俱乐部，1972年转会色当足球俱乐部，1975年转会瓦朗謝訥足球俱樂部，1976年又转回斯特拉斯堡，1978年退役。他共为南斯拉夫国家足球队效力16场比赛。
退役后，奥西姆执教家乡泽列兹尼卡队，率领其两度获得南斯拉夫甲级联赛亚军，并曾打入过欧洲联盟杯四强。1984年，他率领南斯拉夫队参加洛杉矶奥运会，获得铜牌。1986年，奥西姆执教南斯拉夫国家队，率队打入1990年世界杯足球赛八强。1992年，在率领南斯拉夫队获得参加欧锦赛资格后，奥西姆辞职，因为他的家庭深陷于南斯拉夫战争战火中。他表示：“我的国家已经不配参加欧锦赛，当人们遭受如此痛苦时，我无法将家庭事务与国家队主教练身份协调起来。”
离开南斯拉夫后，奥西姆执教了希腊帕纳辛奈科斯足球俱乐部，率队两次夺得了希腊杯。1994年，他转而执教格拉茨风暴队，率队两次夺得奥地利足球超级联赛冠军、一次夺得奥地利杯冠军。2003年，奥西姆应邀执教日本J联赛的千叶市原队，2005年率队夺得其历史上第一个冠军——日本联赛杯冠军。
2006年7月21日，奥西姆接替济科出任新一任日本国家队主教练。2007年11月，奥西姆因脑梗塞入院抢救，1998年带领日本队出战世界杯的冈田武史接替其成为国家队主教练。

## 註譯
1. ↑  .   [2007-05-16]. （原始内容存档于2007-03-12）.